# رهودت ونتر ریتبورگ
رهودت ونتر ریتبورگ (به آلمانی: Rhodt unter Rietburg) یک شهر در آلمان است که در زودلیشه واینشتراسه واقع شده‌است. رهودت ونتر ریتبورگ ۱٬۱۴۲ نفر جمعیت دارد.

## خواهرخوانده
شهرهای سنکت اینگبرت، ووژو و کروناخ خواهرخوانده‌های رهودت ونتر ریتبورگ هستند.